# Армашевская слобода
Армашевская слобода — исторический район Санкт-Петербурга.
Находилась слобода на левом берегу реки Луппы, напротив Ильинской слободы (Красногвардейский район). 
Название произошло от фамилии землевладельца. Название сохранялось в названиях шоссе Армашевской слободы и Армашевской улицы (позднее — улица Потапова), упразднённых в 1978 году и вошедших в застройку Ириновского проспекта и проспекта Наставников соответственно. Продолжается в урбанониме Армашёвский сквер.